# 察世俗每月統記傳
《察世俗每月統記傳》（Chinese Monthly Magazine）创刊于1815年8月5日，是世界上第一個以華人為對象的中文近代报刊，也是馬來西亞第一個中文报刊。新闻史上也普遍被视为以中文出版的第一種現代報刊 (月刊) ，內容主要是宗教，次為新聞、新知識。该刊每期五至七页，约2000字，初印500册，后增至1000册，免费在南洋华侨中散发，于1821年停刊，共出80多期。

## 歷史
- 1807年9月，作为伦敦布道会派往大清国的首名传教士马礼逊（Robert Morrison, 1782—1834），在寻求美国政府援助之后来到大清國廣州（今中华人民共和国广州）。为建立能放手开展传教活动的基地。由于語言不通，以及对汉语缺乏认识，当时马礼逊的主要任务是先掌握漢語，然后翻译《圣经》、编辑出版英汉辞典，为传教活动克服語言障碍做准备。
- 1811年，大清國政府公布了《嚴定西洋人傳教治罪專條》，实行严格的闭关锁国政策，严禁西洋人“私自刊刻經卷，倡立講會”，向人民講經傳教，对违反者以“絞决”处治。由於大清國的嚴厲管制，使得傳教士們後來以馬六甲為基地。
- 1812年，伦敦布道会又派遣传教士米怜（William Milne,1785—1822）前往大清國协助马礼逊从事传教活动，1813年7月抵达澳门。鉴于在中国境内公开发行传教宣传品极端危险，米怜建议将对华传教和出版基地暂时置于南洋一带，于是马礼逊遂派遣米怜前往考察。1814年冬，米怜先期在爪哇一带进行试探性活动，进展颇为顺利。
- 1814年，東印度公司的势力已遍及马来半岛的马六甲、爪哇和槟城等華侨聚居地，由於馬六甲當時為來往東西方的必經國際港口，又較靠近大清國，而清國政府又嚴厲管制傳教活動，所以米怜回广州后便建议定馬六甲作為傳教基地。
- 1815年4月17日，马礼逊带领助手传教士米怜和來自大清國刻字工人梁发等35天后到达华人聚居的英属殖民地马六甲，並設立一印刷所。
- 1815年8月5日，“立义馆”免费学校开学；同一天，米怜筹办的中文定期刊物《察世俗每月统记传》创刊。
- 1821年，因为米怜病重，《察世俗每月统计传》停刊，歷時7年，共出7卷80多期。

## 刊名的解释
察世俗一词反映了播道者的世界观、人生觀和价值觀。也就是說，該刊是关于播道者用他们的眼光看待世界、时空、万事万物和人与人、人与神、人与万物之间关系及其内容的。
中文名稱“察世俗”可能是英文“Chinese”的译音，“每月”即月刊，“统記传”即杂志的意思。

## 出版宗旨与任务
马礼逊和米怜受英国基督教新教布道会指令在马六甲设立传教播道基地，其中创办中文刊物的目的在于为大清国播道创造条件。
- 传播基督教的教义——“阐发基督教义为根本要务”[6]
- 普及一般知识
- 传播足以促使人们反思及激发其觉悟的公众事物与时事

## 刊载内容大纲
《察世俗每月统记传》在刊发内容上，主要以“神理”（基督教教义）为主，“人道”（伦理道德）其次，再次为“国俗”（各国风土人情）。
此外，还刊载天文地理知识文章，如《论行星》、《论地为行星》、《论日食》等。它还发表一些诗歌，寓言一类作品以及“告贴”（即告示广告）。
- 1815年：《神理》（连载），《圣经之大意》，《解信耶稣之论》；在第二期登载过一篇题为《月食》的预告性新闻，是中文近代报刊上的第一条消息。
- 1816年：《古今圣史记》（连载至1820年），《进小门走窄路解论》；
- 1817年：《万人有罪论》，《神主无所不知无处不在论》；
- 1818年、1819年：《圣事节注》（连载）；
- 1820年：《引圣录句证神原造大地》；
- 1821年：《圣书卷分论》，《旧遗诏书卷分》，《论新遗诏书》。

除了圣经汉译及介绍基督教教義的文章外，《察世俗每月统记传》也刊载一些批判异教及其与基督教区别的短文，不外乎世界歷史、民俗風情、天文等方面的知識，並提供港口貨物商情。 
特色：
- 圖文並茂：中國人之天文知識，仍停留在地心說。《察世俗每月統記傳》以淺顯文字搭配插圖，對哥白尼《日心說》作一系統性介紹，闡明並非太陽繞地球轉，而是地球繞太陽轉，破除舊有觀念。
- 將西式標點符號引入：幫助中文有斷句，包括「、」「，」「。」和地名、人名專用號「――」。

## 出版
- 出刊時間：基本上每陰曆月初出版，连续出版至1821年。
- 出刊量：平均每期6〜9页，共出版7卷，總計524页。
- 印刷方式：使用木刻雕版。
- 編排方式：以書本形式編排，採竹紙印刷，線裝，尺寸-(高19cm，宽12cm)。封面正中为特大号方宋体字，刊名自上至下竖排，两竖线将刊名框于正中；右侧写有圣贤警语：“子曰多闻择其善者而从之”；封面左下侧写有“博爱者纂”。
- 发行範圍：免费发行，遍及东南亚各地，藉通信遊歷船舶之便，傳佈於南洋群島、暹羅、安南各地華僑薈萃之區，而中國境內亦可見；若外地華人需要以函索即寄。
- 總發行量：最初三年，每期印刷份数约500份，1819年每期增至1000份，最后增至2000份。

## 主要编辑者
- 米怜为主笔
- 马礼逊
- 麦都思（Walter Henry Medhurst, 1796—1857）
- 印刷工梁发也曾为刊物最后数期撰稿。

## 外部連結
- 《察世俗每月统记传》探微（页面存档备份，存于）